# Коко Динев
Константин (Коко) Динев е български бизнесмен и спортен деец.
Бивш бригадир от ВИС-1, бивш президент на футболните клубове „Вихрен“ (Сандански) и „Локомотив“ (Пловдив). Собственик е на ресторант „Кошарите“ в София, както и на заведения за хранене в Петрич.